# ドルトン・スクール
ドルトン・スクール（Dalton School）は、ニューヨークのアッパー・イースト・サイドに位置する、私立の男女共学の大学進学校。マンハッタン内に4つの校舎がある。
ダルトンスクールとも。

## 評価
ドルトン・スクールは、アメリカ合衆国におけるトップ3の私立学校として定期的にランキング付けされている。上位大学への入学率に関して、ドルトン・スクールは2003年の『Worth』調査で2位、2004年の『ウォール・ストリート・ジャーナル』調査で1位にランキング付けされた。
『フォーブス』は2010年に、生徒と教員の比率、大学入学率などの基準に照らして、ドルトン・スクールを全米で13番目に優れた私立学校としてランキング付けし、『ビジネスインサイダー』は、2014年にドルトン・スクールを私立高校の中で2位にランキング付けした。

## 著名な人物
出身者
- チェビー・チェイス[4]
- アンダーソン・クーパー[5]
- クレア・デインズ[6]
- サミュエル・R・ディレイニー[7]
- ショーン・ドノバン
- ノア・エメリッヒ[8]
- マーク・フォイアスタイン[9]
- バーレット・フォア[10]
- ヘレン・フランケンサーラー[11]
- ジェニファー・グレイ[12]
- ショーン・レノン[13]
- メアリー・スチュアート・マスターソン[14]
- ジェニファー・オニール[15]
- トレイシー・ポラン
- エリック・シュローサー[16]
- ウォーレス・ショーン[17]
- マリアン・セルデス[18]
- クリスチャン・スレーター[19]
- ジル・スチュアート[20]
- ジョシュ・ウェイツキン
- ジュリー・ワーナー
- ボキーム・ウッドバイン[21]

教員
- ジェフリー・エプスタイン[22]